# Liste der Nummer-eins-Hits in den britischen Charts (1958)
Dies ist eine Liste der Nummer-eins-Hits in den britischen Charts im Jahr 1958. Sie basiert auf den Official Singles Chart Top 30 und den Official Albums Chart Top 5, die vom Chart Information Network ermittelt wurden. Es gab in diesem Jahr 14 Nummer-eins-Singles und 5 Nummer-eins-Alben.

## Singles
| ← 1957 ← | Liste der Nummer-eins-Hits in den britischen Charts | Liste der Nummer-eins-Hits in den britischen Charts | Liste der Nummer-eins-Hits in den britischen Charts                                                                 | 1959 →                    |
| \| Zeitraum \| Wo. ges. \| Interpret \| Titel Autor(en) \| Zusätzliche Informationen \| \| (Zeitraum, Wochen auf Platz eins, Interpret, Titel, Autor[en], zusätzliche Informationen) \| \| \| \| \| \| ----------------------------------------------------------------------------------------- \| -------- \| -------------------- \| ------------------------------------------------------------------------------------------------------------------- \| ------------------------- \| \| 16. November 1957 – 3. Januar 1958 7 Wochen \| 7 \| Harry Belafonte \| Mary’s Boy Child Jester J. Hairston \| – \| \| 4. Januar 1958 – 17. Januar 1958 2 Wochen \| 2 \| Jerry Lee Lewis \| Great Balls of Fire Jerry Lee Lewis \| – \| \| 18. Januar 1958 – 7. Februar 1958 3 Wochen \| 3 \| Elvis Presley \| Jailhouse Rock Jerry Leiber, Mike Stoller \| – \| \| 8. Februar 1958 – 21. Februar 1958 2 Wochen \| 2 \| Michael Holliday \| The Story of My Life Musik: Burt F. Bacharach; Text: Hal David \| – \| \| 22. Februar 1958 – 18. April 1958 8 Wochen \| 8 \| Perry Como \| Magic Moments / Catch a Falling Star Musik: Burt F. Bacharach; Text: Hal David / Paul J. Vance, Lee Julien Pockriss \| – \| \| 19. April 1958 – 9. Mai 1958 3 Wochen \| 3 \| Marvin Rainwater \| Whole Lotta Woman Marvin Rainwater \| – \| \| 10. Mai 1958 – 20. Juni 1958 6 Wochen \| 6 \| Connie Francis \| Who’s Sorry Now? Ted Snyder, Bert Kalmar, Harry Ruby \| – \| \| 21. Juni 1958 – 4. Juli 1958 2 Wochen \| 2 \| Vic Damone \| On the Street Where You Live a Musik: Frederick Loewe; Text: Alan Jay Lerner \| – \| \| 29. Juni 1958 – 15. August 1958 7 Wochen \| 7 \| Everly Brothers \| All I Have to Do Is Dream / Claudette a Boudleaux Bryant / Roy K. Orbison \| – \| \| 16. August 1958 – 19. September 1958 5 Wochen \| 5 \| Kalin Twins \| When Jack Reardon, Paul Evans \| – \| \| 20. September 1958 – 31. Oktober 1958 6 Wochen \| 6 \| Connie Francis \| Carolina Moon / Stupid Cupid Joseph A. Burke, Benny Davis / Neil Sedaka, Howard Greenfield \| – \| \| 1. November 1958 – 21. November 1958 3 Wochen \| 3 \| Tommy Edwards \| It’s All in the Game Musik: Charles Gates Dawes; Text: Carl Sigman \| – \| \| 22. November 1958 – 12. Dezember 1958 3 Wochen \| 3 \| Lord Rockingham’s XI \| Hoots Mon Henry MacLeod Robertson \| – \| \| 13. Dezember 1958 – 16. Januar 1959 5 Wochen \| 5 \| Conway Twitty \| It’s Only Make Believe Conway Twitty, Jack Nance \| – \| |                                                     |                                                     | |                           |
| ← 1957 |                                                     |                                                     | | → 1959 →                  |
| Zeitraum | Wo. ges.                                            | Interpret                                           | Titel Autor(en) | Zusätzliche Informationen |
| (Zeitraum, Wochen auf Platz eins, Interpret, Titel, Autor[en], zusätzliche Informationen) |                                                     |                                                     | |                           |
| 16. November 1957 – 3. Januar 1958 7 Wochen | 7                                                   | Harry Belafonte                                     | Mary’s Boy Child Jester J. Hairston                                                                                 | –                         |
| 4. Januar 1958 – 17. Januar 1958 2 Wochen | 2                                                   | Jerry Lee Lewis                                     | Great Balls of Fire Jerry Lee Lewis                                                                                 | –                         |
| 18. Januar 1958 – 7. Februar 1958 3 Wochen | 3                                                   | Elvis Presley                                       | Jailhouse Rock Jerry Leiber, Mike Stoller                                                                           | –                         |
| 8. Februar 1958 – 21. Februar 1958 2 Wochen | 2                                                   | Michael Holliday                                    | The Story of My Life Musik: Burt F. Bacharach; Text: Hal David                                                      | –                         |
| 22. Februar 1958 – 18. April 1958 8 Wochen | 8                                                   | Perry Como                                          | Magic Moments / Catch a Falling Star Musik: Burt F. Bacharach; Text: Hal David / Paul J. Vance, Lee Julien Pockriss | –                         |
| 19. April 1958 – 9. Mai 1958 3 Wochen | 3                                                   | Marvin Rainwater                                    | Whole Lotta Woman Marvin Rainwater                                                                                  | –                         |
| 10. Mai 1958 – 20. Juni 1958 6 Wochen | 6                                                   | Connie Francis                                      | Who’s Sorry Now? Ted Snyder, Bert Kalmar, Harry Ruby                                                                | –                         |
| 21. Juni 1958 – 4. Juli 1958 2 Wochen | 2                                                   | Vic Damone                                          | On the Street Where You Live a Musik: Frederick Loewe; Text: Alan Jay Lerner                                        | –                         |
| 29. Juni 1958 – 15. August 1958 7 Wochen | 7                                                   | Everly Brothers                                     | All I Have to Do Is Dream / Claudette a Boudleaux Bryant / Roy K. Orbison                                           | –                         |
| 16. August 1958 – 19. September 1958 5 Wochen | 5                                                   | Kalin Twins                                         | When Jack Reardon, Paul Evans                                                                                       | –                         |
| 20. September 1958 – 31. Oktober 1958 6 Wochen | 6                                                   | Connie Francis                                      | Carolina Moon / Stupid Cupid Joseph A. Burke, Benny Davis / Neil Sedaka, Howard Greenfield                          | –                         |
| 1. November 1958 – 21. November 1958 3 Wochen | 3                                                   | Tommy Edwards                                       | It’s All in the Game Musik: Charles Gates Dawes; Text: Carl Sigman                                                  | –                         |
| 22. November 1958 – 12. Dezember 1958 3 Wochen | 3                                                   | Lord Rockingham’s XI                                | Hoots Mon Henry MacLeod Robertson                                                                                   | –                         |
| 13. Dezember 1958 – 16. Januar 1959 5 Wochen | 5                                                   | Conway Twitty                                       | It’s Only Make Believe Conway Twitty, Jack Nance                                                                    | –                         |

## Alben
| ← 1957 ← | Liste der Nummer-eins-Hits in den britischen Charts | Liste der Nummer-eins-Hits in den britischen Charts | Liste der Nummer-eins-Hits in den britischen Charts | 1959 →                    |
| \| Zeitraum \| Wo. ges. \| Interpret \| Titel \| Zusätzliche Informationen \| \| (Zeitraum, Wochen auf Platz eins, Interpret, Titel, zusätzliche Informationen) \| \| \| \| \| \| ------------------------------------------------------------------------------ \| -------- \| ------------- \| ------------------- \| ------------------------- \| \| 10. November 1957 – 25. Januar 1958 11 Wochen (insgesamt 48) \| 48 \| (Soundtrack) \| The King and I \| – \| \| 26. Januar 1958 – 15. März 1958 7 Wochen (insgesamt 11) \| 11 \| (Soundtrack) \| Pal Joey \| – \| \| 16. März 1958 – 22. März 1958 1 Woche (insgesamt 48) \| 48 \| (Soundtrack) \| The King and I \| – \| \| 23. März 1958 – 19. April 1958 4 Wochen (insgesamt 11) \| 11 \| (Soundtrack) \| Pal Joey \| – \| \| 20. April 1958 – 3. Mai 1958 2 Wochen \| 2 \| (Soundtrack) \| The Duke Wore Jeans \| – \| \| 4. Mai 1958 – 13. September 1958 19 Wochen \| 19 \| (Soundtrack) \| My Fair Lady \| – \| \| 14. September 1958 – 1. November 1958 7 Wochen \| 7 \| Elvis Presley \| King Creole \| – \| \| 2. November 1958 – 5. März 1960 17 Wochen (insgesamt 115) \| 115 \| (Soundtrack) \| South Pacific \| – \| |                                                     |                                                     |                                                     |                           |
| ← 1957 |                                                     |                                                     |                                                     | → 1959 →                  |
| Zeitraum | Wo. ges.                                            | Interpret                                           | Titel                                               | Zusätzliche Informationen |
| (Zeitraum, Wochen auf Platz eins, Interpret, Titel, zusätzliche Informationen) |                                                     |                                                     |                                                     |                           |
| 10. November 1957 – 25. Januar 1958 11 Wochen (insgesamt 48) | 48                                                  | (Soundtrack)                                        | The King and I                                      | –                         |
| 26. Januar 1958 – 15. März 1958 7 Wochen (insgesamt 11) | 11                                                  | (Soundtrack)                                        | Pal Joey                                            | –                         |
| 16. März 1958 – 22. März 1958 1 Woche (insgesamt 48) | 48                                                  | (Soundtrack)                                        | The King and I                                      | –                         |
| 23. März 1958 – 19. April 1958 4 Wochen (insgesamt 11) | 11                                                  | (Soundtrack)                                        | Pal Joey                                            | –                         |
| 20. April 1958 – 3. Mai 1958 2 Wochen | 2                                                   | (Soundtrack)                                        | The Duke Wore Jeans                                 | –                         |
| 4. Mai 1958 – 13. September 1958 19 Wochen | 19                                                  | (Soundtrack)                                        | My Fair Lady                                        | –                         |
| 14. September 1958 – 1. November 1958 7 Wochen | 7                                                   | Elvis Presley                                       | King Creole                                         | –                         |
| 2. November 1958 – 5. März 1960 17 Wochen (insgesamt 115) | 115                                                 | (Soundtrack)                                        | South Pacific                                       | –                         |

Die Angaben basieren auf den offiziellen Verkaufshitparaden der Official UK Charts Company für das Vereinigte Königreich. Bei den Singles wurden die Charts der Zeitschrift New Musical Express verwendet. Bei den Alben wurde bis November auf die Charts des Record Mirror zurückgegriffen, ab 8. November waren es die im Melody Maker publizierten Listen. Die Datumsangaben beziehen sich auf die mit dem Gültigkeitsdatum der Charts endende Woche.

## Jahreshitparade
| ← 1957 | Singlehits des Jahres in den britischen Charts | Singlehits des Jahres in den britischen Charts | Singlehits des Jahres in den britischen Charts | 1959 → |

| Platz | Platz | Interpret            | Interpret            | Titel Autor(en) |
| ----- | ----- | -------------------- | -------------------- | --- |
| 1     | 1     | Everly Brothers      | Everly Brothers      | All I Have to Do Is Dream / Claudette Boudleaux Bryant / Roy K. Orbison                                             |
| 2     | 2     | Connie Francis       | Connie Francis       | Who’s Sorry Now? Ted Snyder, Bert Kalmar, Harry Ruby                                                                |
| 3     | 3     | Perry Como           | Perry Como           | Magic Moments / Catch a Falling Star Musik: Burt F. Bacharach; Text: Hal David / Paul J. Vance, Lee Julien Pockriss |
| 4     | 4     | Connie Francis       | Connie Francis       | Carolina Moon / Stupid Cupid Joseph A. Burke, Benny Davis / Neil Sedaka, Howard Greenfield                          |
| 5     | 5     | Lord Rockingham’s XI | Lord Rockingham’s XI | Hoots Mon Henry MacLeod Robertson                                                                                   |
| 6     | 6     | Max Bygraves         | Max Bygraves         | Tulips from Amsterdam / Hands Ralf Arnie, Klaus Günter Neumann, Ernst Bader / Roy Irwin                             |
| 7     | 7     | Kalin Twins          | Kalin Twins          | When Jack Reardon, Paul Evans                                                                                       |
| 8     | 8     | Pat Boone            | Pat Boone            | It’s Too Soon to Know / Wonderful Time up There Deborah Chessler / Lee Roy Abernathy                                |
| 9     | 9     | Conway Twitty        | Conway Twitty        | It’s Only Make Believe Conway Twitty, Jack Nance                                                                    |
| 10    | 10    | The Everly Brothers  | The Everly Brothers  | Bird Dog Felice Bryant, Boudleaux Bryant                                                                            |

| ← 1957 |  |  |  | 1959 → |